# Вильясека, Марко
Марко Антонио Вильясека Кабесас (исп. Marco Antonio Villaseca Cabezas; 15 марта 1975, Сантьяго) — чилийский футболист, выступавший на позиции полузащитника.

## Карьера
Марко Вильясека начал карьеру в клубе «Аудакс Итальяно». После одного года, он перешёл в клуб «Коло-Коло». За «Коло-Коло» Вильясека провёл 5 лет, дважды стал чемпионом Чили, доходил до полуфинала Кубка Либертадорес, а также начал выступать за сборную страны. В феврале 1999 года Вильясека стал зачинщиком драки между игроками «Коло-Коло» и «Универсидад де Чили», за что был привлечён к уголовной ответственности. 31 декабря 2001 года контракт Вильясеки закончился, однако продлевать его полузащитник не решился из-за невыплаты клубом заработной платы игроку с октября по декабрь, а также премии в размере 15 тыс. долларов. По поводу этих денег Вильясека даже обратился в суд. После ухода завершения контракта Вильясеки, переговоры с полузащитником вёл клуб «Универсидад Католика», однако клуб не мог заплатить сумму в 450 тыс. долларов, которые «Универсидад» должен был выплатить аргентинскому «Эстудиантесу», владевшему 25% прав на футболиста.
В феврале 2002 году Вильясека перешёл в московский клуб «Спартак», который заплатил за трансфер чилийца 1,5 млн долларов. В составе Спартака Вильясека планировался на место Виктора Булатова, ушедшего из команды. Он был заявлен клубом на чемпионат России, но ещё до начала турнира покинул команду. Сам футболист сказал, что причиной ухода стало нежелание его жены отпускать мужа в Россию:«Жена категорически не захотела переезжать в Россию, а семья для меня превыше всего. Мне очень понравился „Спартак“, организация дела в этом клубе, но жить в чужой стране без родных людей я не могу». По другой версии, уход из «Спартака» был связан с недовольством Вильясеки отношением клуба к иностранным игрокам, в частности, его не встретили в аэропорту, чилийцу не был предоставлен переводчик, а его пожелания по быту и проживанию были проигнорированы, а также он был недоволен расположением базы, находящейся не в черте города.
Из «Спартака» Вильясека попытался устроиться в клуб «Ягуарес де Чьяпас», но неудачно, а затем он перешёл в «Унион Эспаньола». Оттуда Вильясека перешёл в «Коло-Коло». В 2004 году Вильясека во второй раз приехал в Россию. Он перешёл в клуб «Ростов», заплативший за трансфер полузащитника 300 тыс. евро. За «Ростов» Вильясека дебютировал 13 марта 2004 года в первом туре чемпионата России с клубом «Торпедо», в котором «Ростов» проиграл 0:4. После этого Вильясека провёл 6 матчей за основу команды и забил 1 гол, 10 апреля на 31-й минуте в матче чемпионата с клубом «Торпедо-Металлург», завершившимся вничью 2:2. Однако затем Вильясека потерял место в составе и играл только за дублирующий состав «Ростова», проведя 14 матчей и забив 1 гол. В конце января 2005 года Вильясека, давно желавший выступать на родине из-за недостатка игровой практики в России, вернулся в Чили, подписав контракт с клубом «Консепсьон». Он дебютировал в команде в матче с клубом «Универсидад Католика», в котором «Консепсьон» выиграл 1:0. Затем Вильясека играл за «Сантьяго Морнинг» и вновь за «Консепсьон». С июня 2008 года по 2010 год Вильясека играл за клуб «Рейнджерс» (Талька), являясь капитаном команды.

## Международная карьера
За сборную Чили Вильясека провёл 24 матча и забил 2 гола. В нескольких матчах он выводил национальную команду на поле с капитанской повязкой. Участвовал в Кубке Америки 2001 и отборочных матчах к чемпионату мира 2002, однако затем перестал вызваться в сборную из-за частых смен тренерского штаба национальной команды. На Кубке Америки Вильясека провёл 4 матча, с Эквадором все 90 минут (победа Чили 4:1), с Венесуэлой все 90 минут (победа Чили 1:0), Колумбией все 90 минут (поражение Чили 0:2) и четвертьфинал с Мексикой, где Вильясека был удалён (поражение Чили 0:2). В квалификации к чемпионату мира 6 матчей, с Уругваем все 90 минут (поражение Чили 1:2), с Бразилией, заменён из-за травмы на 13-й минуте (победа Чили 3:0), с Парагваем все 90 минут (поражение Чили 0:1), с Боливией все 90 минут (ничья 2:2), с Бразилией все 90 минут (поражение Чили 0:2) и с Колумбией все 90 минут (поражение Чили 1:3).

## Личная жизнь
Вильясека женат. Имеет двоих детей

## Достижения
- Чемпион Чили: Кл. 1997, 1998